# Barry Francis Collins
Barry Francis Collins (* 10. November 1938 in Waitara; † 15. November 2000 in Forbes) war ein australischer Ordensgeistlicher und römisch-katholischer Bischof von Wilcannia-Forbes.

## Leben
Barry Francis Collins empfing am 15. Juli 1961 die Priesterweihe.
Papst Johannes Paul II. ernannte ihn am 30. März 1994 zum Bischof in Wilcannia-Forbes. Der Erzbischof von Sydney, Kardinal Edward Bede Clancy, spendete ihm am 3. Juni desselben Jahres die Bischofsweihe; Mitkonsekratoren waren Douglas Joseph Warren, emeritierter Bischof von Wilcannia-Forbes, und David Cremin, Weihbischof von Sydney.
Barry Francis Collins starb am 15. November 2000 in seinem 62. Lebensjahr.